# Departamento La Paz (Honduras)
La Paz ist eines der 18 Departamentos in Honduras in Mittelamerika. Sein Name ist spanisch und heißt übersetzt „der Frieden“.
Die Hauptstadt des Departamentos ist die gleichnamige Stadt La Paz. La Paz verfügt im Süden über eine Außengrenze mit El Salvador.
Gegründet wurde das Departamento im Jahr 1869 durch eine Abspaltung vom Departamento Comayagua.

## Municipios
La Paz ist in 19 Municipios unterteilt:
1. Aguaqueterique
2. Cabañas
3. Cane
4. Chinacla
5. Guajiquiro
6. La Paz
7. Lauterique
8. Marcala
9. Mercedes de Oriente
10. Opatoro
11. San Antonio del Norte
12. San José
13. San Juan
14. San Pedro de Tutule
15. Santa Ana
16. Santa Elena
17. Santa María
18. Santiago de Puringla
19. Yarula